# Talet om tillståndet i unionen

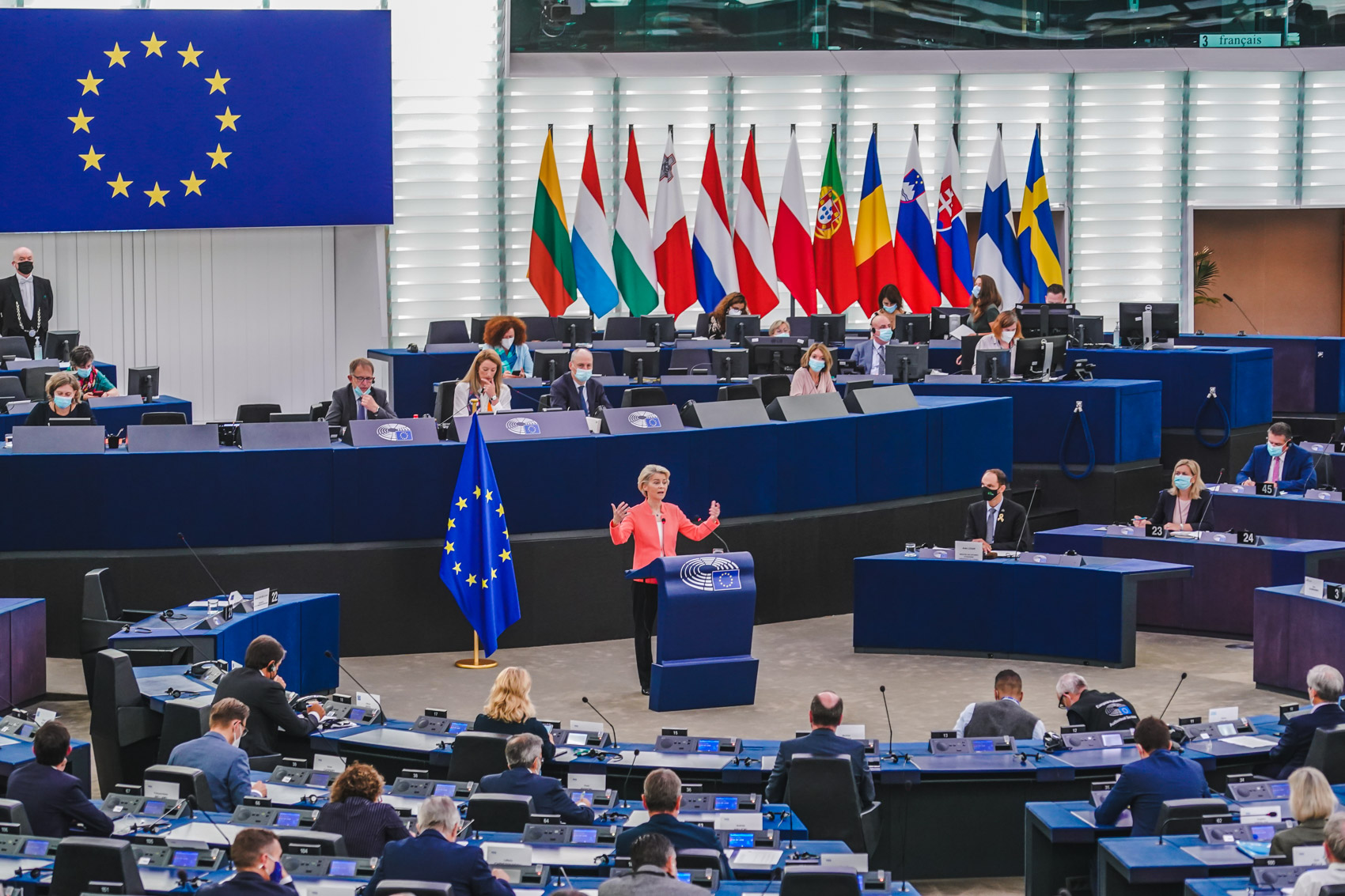
Kommissionsordföranden håller talet inför Europaparlamentet en gång om året.

Talet om tillståndet i unionen (engelska: State of the Union address) är ett årligt anförande som hålls av Europeiska kommissionens ordförande inför Europaparlamentet i september månad, utom under valår. I talet utvärderar kommissionsordföranden det gångna året samt redogör för övergripande politiska riktlinjer inför nästkommande år. Efter talet följer en allmän debatt i parlamentets kammare. Talet om tillståndet i unionen ligger till grund för kommissionens arbetsprogram, som antas i oktober månad och debatteras av parlamentet i december månad.
Talet om tillståndet i unionen är en följd av Lissabonfördraget, som trädde i kraft den 1 december 2009, samt ett interinstitutionellt avtal mellan Europaparlamentet och Europeiska kommissionen som ingicks den 20 oktober 2010. Det första talet hölls den 7 september 2010 av dåvarande kommissionsordförande José Manuel Barroso. Talet om tillståndet i unionen är inspirerat av motsvarande ”tal om tillståndet i nationen” (även det kallat State of the Union address på engelska) som USA:s president håller årligen inför USA:s kongress.

## Historia

### Kommissionen Barroso II
Det första talet om tillståndet i unionen hölls av dåvarande kommissionsordförande José Manuel Barroso den 7 september 2010. Talet var en följd av Lissabonfördraget och pågående förhandlingar om ett interinstitutionellt avtal mellan Europaparlamentet och Europeiska kommissionen som skulle förstärka samarbetet mellan de båda institutionerna. Totalt höll Barroso fyra tal om tillståndet i unionen under sin mandatperiod som kommissionsordförande.
Det första talet präglades till stor del av efterdyningarna av den ekonomiska krisen och berörde främst det ekonomiska läget och arbetslösheten;
| ”                                                           | De ekonomiska utsikterna i EU ser idag bättre ut än för ett år sedan, inte minst som ett resultat av våra resoluta åtgärder. Återhämtningen börjar ta fart, även om takten varierar inom unionen. Tillväxten det här året kommer att bli högre än vad som ursprungligen förväntades. Arbetslösheten som visserligen fortfarande är alldeles för hög ökar inte längre. Det kvarstår naturligtvis viss osäkerhet och vissa risker, inte minst utanför EU. | „ |
| – Ur José Manuel Barrosos tal om tillståndet i unionen 2010 | |   |

I sitt andra tal 2011 efterlyste Barroso införandet av gemensamma statsobligationer inom euroområdet och en gemensam transaktionsskatt för att motverka krisen i euroområdet. Han motsatte sig samtidigt ett fransk-tyskt förslag om att styra euroområdet på mellanstatlig basis;
| ”                                                           | För att euroområdet ska kunna bli trovärdigt – och detta är inte bara federalisternas budskap, utan också marknadernas – behöver vi en sann gemenskapspolitik. Vi måste se till att euroområdet integreras på allvar, vi måste komplettera den monetära unionen med en reell ekonomisk region. | „ |
| – Ur José Manuel Barrosos tal om tillståndet i unionen 2011 | |   |

Även i sitt tredje tal 2012 betonade Barroso vikten av att fortsätta utveckla eurosamarbetet. Han efterlyste en federation av nationalstater;
| ”                                                           | En fördjupad och verklig ekonomisk och monetär union, som också är en politisk union med en sammanhållen utrikes- och försvarspolitik, innebär ytterst att Europeiska unionen måste utvecklas utifrån sin nuvarande form. Vi ska inte vara rädda för orden: i slutändan måste EU utvecklas till en federation av nationalstater. Detta är en nödvändighet och bör också göras till vårt politiska mål, och måste vara ledstjärnan för vårt arbete under de kommande åren. | „ |
| – Ur José Manuel Barrosos tal om tillståndet i unionen 2012 | |   |

| ”                                                           | För att en sådan federation av nationalstater ska kunna skapas krävs det ytterst ett nytt fördrag. Detta säger jag inte lättvindigt. Alla vet vi hur svårt det har blivit att genomföra fördragsändringar. Det krävs omfattande förberedelser. | „ |
| – Ur José Manuel Barrosos tal om tillståndet i unionen 2012 | |   |

I sitt sista tal 2013 drog Barroso paralleller till första världskriget och uttryckte sin förhoppning om att Europaparlamentsvalet 2014 skulle leda till ett mer enat och öppet Europa;
| ”                                                           | Så låt oss arbeta och kämpa tillsammans – för Europa. Med passion och beslutsamhet. Låt oss inte glömma: för hundra år sedan gick Europa med förbundna ögon in i den katastrof som 1914 års krig innebar. Nästa år, 2014, hoppas jag att Europa lämnar krisen bakom sig och går mot ett Europa som är enat, starkt och öppet. | „ |
| – Ur José Manuel Barrosos tal om tillståndet i unionen 2013 | |   |

### Kommissionen Juncker
Dåvarande kommissionsordförande Jean-Claude Juncker höll sitt första tal om tillståndet i unionen den 9 september 2015. Hans tal berörde främst den pågående flyktingkrisen. Han efterlyste mer gemensamma åtgärder från medlemsstaternas sida;
| ”                                                           | Det är hög tid att tala uppriktigt om de stora problem som EU står inför. För Europeiska unionens tillstånd är inte gott. Det finns inte tillräckligt mycket Europa i unionen. Och det finns inte tillräckligt mycket union i unionen. | „ |
| – Ur Jean-Claude Junckers tal om tillståndet i unionen 2015 | |   |

Juncker ägnade sitt andra tal om tillståndet i unionen 2016 åt att fokusera på relationen mellan unionen och dess medlemsstater. 
| ”                                                           | Jag har varit med om flera årtionden av EU-integration. Det har varit många starka ögonblick. Det har naturligtvis varit svåra tider också, och till och med kristider. Men aldrig tidigare har jag sett så lite samförstånd mellan våra medlemsländer. Så få områden där man är enig om att arbeta tillsammans. Aldrig tidigare har jag hört så många ledare tala enbart om sina problem på hemmaplan, och nämna Europa bara i förbigående, om ens det. | „ |
| – Ur Jean-Claude Junckers tal om tillståndet i unionen 2016 | |   |

### Kommissionen von der Leyen I

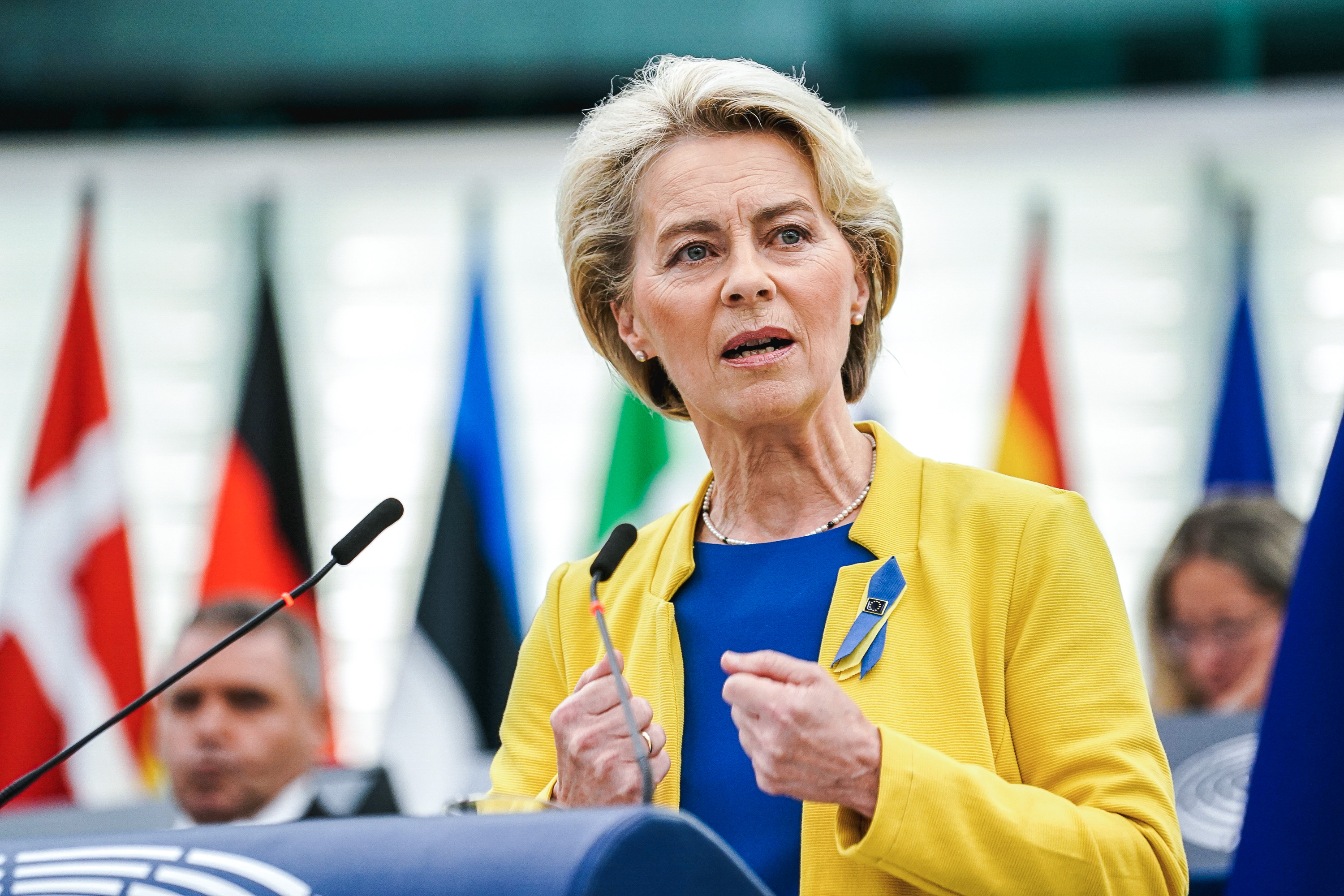
Ursula von der Leyen under sitt tal 2022.

Kommissionsordförande Ursula von der Leyen höll sitt första tal om tillståndet i unionen den 16 september 2020. Talet, som varade i 79 minuter, var det dittills längsta talet om tillståndet i unionen. Det fokuserade på den ekonomiska återhämtningen och ett förstärkt europeiskt samarbete kring folkhälsa och forskning i spåren av covid-19-pandemin. I talet ställde sig von der Leyen även bakom att höja målet om utsläppsminskningar av växthusgaser fram till 2030 (jämfört med 1990 års nivåer) från 40 procent till 55 procent.
von der Leyen höll sitt andra tal om tillståndet i unionen den 15 september 2021. Denna gång fokuserade hon på bland annat klimatpolitik, försvarspolitik och migrationspolitik. I hennes tredje tal, som hölls den 14 september 2022, var huvudtemat Rysslands invasion av Ukraina och dess konsekvenser, bland annat för unionens energipolitik.
von der Leyen höll sitt fjärde tal om tillståndet i unionen den 13 september 2023. I talet tog hon bland annat upp de åtgärder som kommissionen hade genomfört under den innevarande mandatperioden och framhöll vikten av att fortsätta leverera inför Europaparlamentsvalet 2024. Hon tog bland annat upp den europeiska gröna given, frågor kring ekonomi, sociala frågor och konkurrenskraft, digitala frågor samt migration och säkerhet. I talet betonade hon att unionen måste fortsätta att utvidgas och att utvidgningen inte får försenas på grund av eventuella fördragsändringar. Hon uttalade också kritik mot Kina och lovade att inleda en antisubventionsundersökning om landets subventioner till elbilar.